# Udo Okraffka
Udo Okraffka – były wschodnioniemiecki skoczek narciarski reprezentujący barwy klubu SC Motor Zella-Mehlis.
W zawodach Pucharu Świata występował podczas Turniej Czterech Skoczni w sezonie 1987/1988, gdzie wziął udział we wszystkich czterech konkursach. 30 grudnia 1987 w Oberstdorfie zajął 29. miejsce, 1 stycznia 1988 w Garmisch-Partenkirchen uplasował się na 15. pozycji (zdobył wówczas jedyny w karierze punkt do klasyfikacji PŚ), dwa dni później w Innsbrucku był 44., a 6 stycznia w konkursie w Bischofshofen zajął 60. lokatę. Cały 36. Turniej Czterech Skoczni ukończył na 35. pozycji z wynikiem 574,5 pkt. Zdobyty w Ga-Pa punkt PŚ pozwolił mu na zajęcie 74. miejsca w końcowej klasyfikacji tego cyklu w sezonie, po którym zakończył karierę.

## Puchar Świata w skokach narciarskich

### Miejsca w klasyfikacji generalnej
- sezon 1987/1988: 74

#### Miejsca w poszczególnych konkursachPucharu Świata
| Sezon 1987/1988             |             |             |             |         |         |            |                        |           |               |        |           |        |           |       |       |        |      |         |         |        |        |        |        |        |        |        |        |        |        |
| Thunder Bay                 | Thunder Bay | Lake Placid | Lake Placid | Sapporo | Sapporo | Oberstdorf | Garmisch-Partenkirchen | Innsbruck | Bischofshofen | Gallio | St.Moritz | Gstaad | Engelberg | Lahti | Lahti | Meldal | Oslo | Planica | Planica | punkty | punkty | punkty | punkty | punkty | punkty | punkty | punkty | punkty | punkty |
| -                           | -           | -           | -           | -       | -       | 29         | 15                     | 44        | 60            | -      | -         | -      | -         | -     | -     | -      | -    | -       | -       | 1      | 1      | 1      | 1      | 1      | 1      | 1      | 1      | 1      | 1      |
| Legenda                     |             |             |             |         |         |            |                        |           |               |        |           |        |           |       |       |        |      |         |         |        |        |        |        |        |        |        |        |        |        |
| 1 2 3 4-10 11-15 poniżej 15 |             |             |             |         |         |            |                        |           |               |        |           |        |           |       |       |        |      |         |         |        |        |        |        |        |        |        |        |        |        |

#### Turniej Czterech Skoczni

##### Miejsca w klasyfikacji generalnej
- 1987/1988 – 35.